# Airlighofen
Airlighofen (auch Oslinghofen) ist eine Flur und ein abgegangener Hof auf der Gemarkung von Iggingen, einer Gemeinde im baden-württembergischen Ostalbkreis. Über die Geschichte der Wüstung ist nicht mehr viel bekannt.

## Lage und Geschichte
Airlighofen lag südwestlich von Iggingen auf der gleichnamigen Flur. Man geht davon aus, dass Airlighofen schon früh abgegangen ist, da es kaum Archivalien gibt, die sich auf die Siedlung beziehen. 
Im Jahre 1483 erwarb Abt Wilhelm vom Kloster Lorch von dem Bürger Heinz Bühel aus Gaildorf Äcker und Wiesen in den Oslinghofen gelegen, für 50 Gulden. Daraus kann geschlossen werden, dass der Ort zu dieser Zeit schon nicht mehr existent war.